# ميلوس جيلينيك
ميلوس جيلينيك (بالإنجليزية: Milos Jelinek)‏ مواليد 10 مارس 1947 في برنو، تشيكوسلوفاكيا، هو دراج تشيكي سابق. سبق أن شارك في دورة الألعاب الأولمبية الصيفية.

## روابط خارجية
- ميلوس جيلينيك على موقع أرشيف الدراجات (الإنجليزية)
- ميلوس جيلينيك على موقع أوليمبيديا (الإنجليزية)
- ميلوس جيلينيك على موقع اللجنة الأولمبية التشيكية (التشيكية)